# Richard Garcia (futbolista australiano)
Richard Garcia (Perth, Australia, 4 de septiembre de 1981) es un futbolista y entrenador australiano. 

## Selección nacional
Ha sido internacional con la Selección de fútbol de Australia, ha jugado dieciocho partidos internacionales, convirtiendo dos goles.

### Participaciones en la Copa del Mundo
| Mundial                        | Sede      | Resultado    |
| ------------------------------ | --------- | ------------ |
| Copa Mundial de Fútbol de 2010 | Sudáfrica | Primera fase |

## Clubes
| Club                         | País           | Año       |
| ---------------------------- | -------------- | --------- |
| West Ham United              | Inglaterra     | 1999-2000 |
| Leyton Orient                | Inglaterra     | 2000      |
| West Ham United              | Inglaterra     | 2000-2004 |
| Colchester United            | Inglaterra     | 2004-2007 |
| Hull City                    | Inglaterra     | 2007-2012 |
| Melbourne City Football Club | Australia      | 2012-2013 |
| Sydney F.C.                  | Australia      | 2013      |
| Minnesota United FC          | Estados Unidos | 2013-2014 |
| Perth Glory F.C.             | Australia      | 2014-2017 |